# マイケル・P・テイラー
マイケル・P・テイラー（Michael P. Taylor、1968年3月12日 - ）は、古生物学の博士号を持つイギリスのプログラマ。

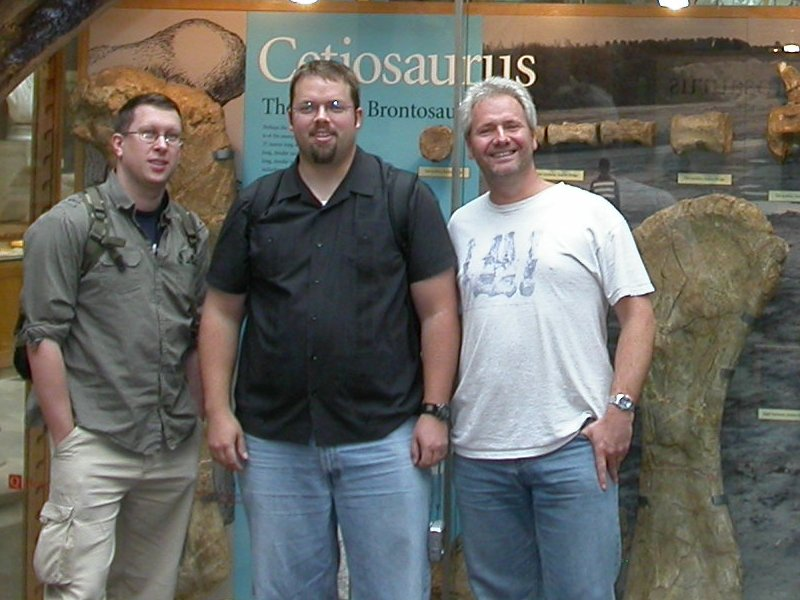
Sauropod Vertebra Picture of the Week の寄稿者。一番右がマイケル

古生物学者ダレン・ナイシュやマット・ウェデルと共に古生物ブログ Sauropod Vertebra Picture of the Week を立ち上げており、マイク・テイラーという名で携わっている。
2007年にはダレン・ナイシュと共にゼノポセイドンを、2011年にはマット・ウェデルやリチャード・チフェリと共にブロントメルスを、2015年にはポール・アップチャーチやフィル・マニオンと共にハエスタサウルスを記載した。13本を超える論文が発表されており、研究対象は上記に挙げた恐竜のほかギラファティタンやアパトサウルス、バロサウルスなど竜脚類の恐竜を主とする。
イングランドのグロスタシャー州ルアディーン在住。
ブリストル大学に勤務。